# Bohuslavice (distrito de Prostějov)
Bohuslavice es una población del Distrito de Prostějov,  Región de Olomouc en la República Checa y tiene cerca de 470 habitantes.